# Торгунское сельское поселение
Торгу́нское се́льское поселе́ние — муниципальное образование в Старополтавском районе Волгоградской области.
Административный центр поселения — посёлок Торгун.

## История
Торгунское сельское поселение образовано 17 января 2005 года в соответствии с Законом Волгоградской области № 991-ОД.

## Население
| 2010 | 2012 | 2013 | 2014 | 2015 | 2016 | 2017 |
| ---- | ---- | ---- | ---- | ---- | ---- | ---- |
| 806  | ↘793 | ↘783 | ↘766 | ↘744 | ↘735 | ↘729 |
| 2018 | 2019 | 2020 | 2021 |      |      |      |
| ↘706 | ↘686 | ↘681 | ↘677 |      |      |      |

## Состав сельского поселения
| № | Населённый пункт                         | Тип населённого пункта          | Население |
| - | ---------------------------------------- | ------------------------------- | --------- |
| 1 | Торгун                                   | посёлок, административный центр | 752       |
| 2 | Торгун                                   | хутор                           | 0         |
| 3 | Фермы № 3 племзавода «Парижская Коммуна» | посёлок                         | 54        |